# Посольство Румунії в Україні
Посольство Румунії в Україні — офіційне дипломатичне представництво Румунії в Україні, відповідає за підтримку та розвиток відносин між Румунією та Україною.

## Історія посольства
Румунія визнала державну незалежність України 8 січня 1992 року. Дипломатичні відносини були встановлені 1 лютого 1992 року. 24 вересня 1992 року було засновано Посольство України в Румунії. У грудні 2001 року було відкрито Генеральне консульство України у Сучаві. Одразу після встановлення дипломатичних відносин Генеральне консульство Румунії в Києві було трансформовано у Посольство Румунії в Україні.
У Чернівцях та Одесі функціонують Генеральні консульства Румунії.

## Посли Румунії в Україні
1. Георгій Касторіотис (Gheorghe Castriotul) (1697-1703)
2. Константін Коанде (Constantin Coandă) (1917)
3. Константін Концеску (Constantin Concescu) (1917–1918)
4. Леонтін Пастор (Leontin Pastor) (1992-1993) т.п.
5. Бістреану Іон (Ion Bistreanu) (1993–1998)
6. Дінуку Міхай (Mihai Dinucu) (1998–1999)
7. Корнел Іонеску (Cornel Ionesku) (1999–2000) т.п.
8. Александру Корня (Alexandru Cornea) (2000–2005)
9. Траян Лауренціу-Христя (Traian Laurentiu Hristea) (2005–2010)
10. Корнел Іонеску (Cornel Ionesku) (2010-2016)
11. Крістіан-Леон Цуркану (Cristian-Leon Țurcanu) (2016-2022)[1]
12. Александру Віктор Мікула (Alexandru-Victor Micula) (з 2022)[2]

## Консульства Румунії в Україні

### Генеральне консульство Румунії в м. Київ
У 1972 році в Києві було відкрито Генеральне консульство Румунії.

Генеральні консули з 1972 року: 
1. Александру Унгур (Alexandru Ungur)
2. Е. Лазар (E. Lazăr)
3. Ніколае Ніцу (Nicolae Niţu)
4. Леонтін Пастор (Leontin Pastor) (1990-1992)

### Генеральне Консульство Румунії в м. Чернівці
м. Чернівці вул. Шкільна, 16

Web: http://cernauti.mae.ro [Архівовано 16 березня 2022 у Wayback Machine.]

Генеральні консули з 1999 року:
1. Іліє Іван (Ilie Ivan) (2000-2004)[3][4]
2. Ромео Сандулеску (Romeo Săndulescu) (2004-2009)[5][6]
3. Тетяна Попа (Tatiana Popa) (2009-2013)[7][8][9]
4. Елеонора Молдован (Eleonora Moldovan) (2013-2018)[10][11]
5. Ірина-Лоредана Стенкулєску (Irina - Loredana Stănculescu) (2018-)[12]

### Генеральне Консульство Румунії в м. Одеса

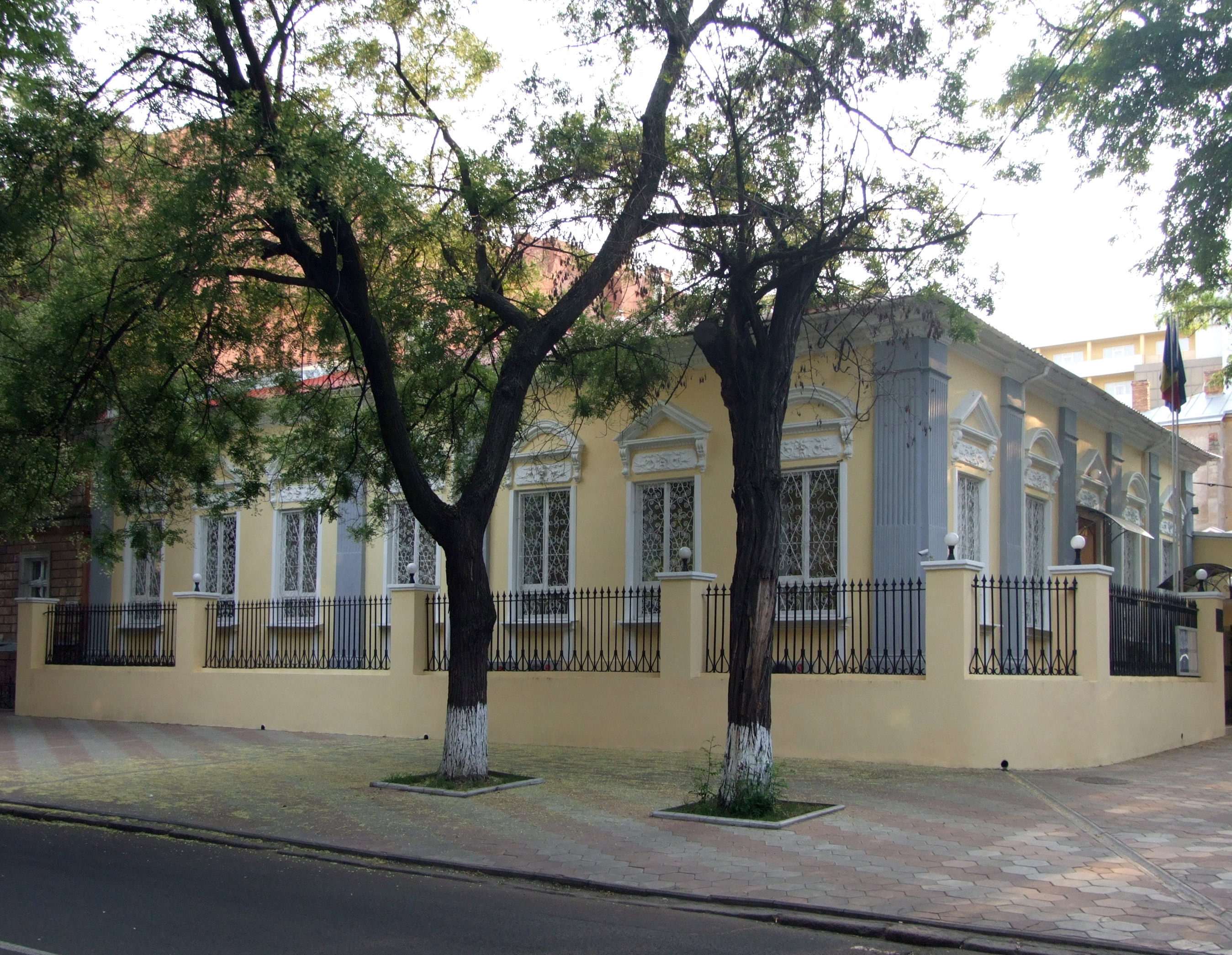
Генеральне консульство Румунії в Одесі по вулиці Базарна, 31

Україна, м. Одеса, 65011, вул. Базарна, 31,

Web: http://odessa.mae.ro [Архівовано 25 серпня 2019 у Wayback Machine.]

Генеральні консули:
1. Корнел Георгіаш (Kornel Georgiash) (1999-2002)
2. Черасела Ніколаш (Cherasela Nikolash) (2002-2009)
3. Міхай Опреску (Mihai Daniel Oprescu) (2009-2012)
4. Еміл Рапча (Emil Rapcea) (2012-2021)[13]
5. Тіберіу-Леоніда Шарпе (Tiberiu-Leonida Şarpe) (з 2021) в.о.

### Консульство Румунії в смт. Солотвино
90575, смт. Солотвино, вулиця Спортивна, 112
Консули:
1. Грацін-Флорін Пирву (з 2019)[14]